# Sequencing

Chromatogram van een geautomatiseerde DNA-sequencer waarin een zeer klein deel van de DNA-sequentie te zien is. Elke gekleurde piek vertegenwoordigt een nucleotide (aangegeven met A, T, C of G) in de sequentie.

Sequencing, ook wel sequentiëring of sequenering genoemd, is het bepalen van de primaire structuur van een onvertakt biopolymeer. De term doelt meestal op het vaststellen van de nucleotidevolgorde van een nucleïnezuur, zoals de vier basen in het DNA. De term kan ook verwijzen naar het bepalen van de aminozuurvolgorde van een eiwit of peptide. Zelfs polysachariden kunnen gesequencet worden; hieruit vindt men de volgorde van monosachariden. De sequentie die door middel van sequencing wordt bepaald, geeft een indruk van de atomaire structuur van het betreffende macromolecuul.
Sequencing is een centraal onderzoeksthema binnen de genomica, proteomica en andere deelgebieden van de systeembiologie. Uit de sequentie van DNA, RNA en eiwitten kan veel nuttige informatie worden afgeleid. Sequentiegegevens zijn bijvoorbeeld van groot belang in de genetica, biotechnologie, virologie en biosystematiek. Het vindt zijn toepassingen in onder meer geneeskunde en forensisch onderzoek en wordt ondersteund door bio-informatica.

## DNA-sequencing
Op het gebied van het uitlezen van het genoom van organismen zijn er dankzij de didesoxy-DNA-sequencing-methode eind 20e eeuw grote doorbraken geboekt, waaronder ook het menselijk genoom (menselijk genoomproject). Het ontbreken van een hydroxidegroep vormt de kern van didesoxysequencing. Doordat er een zuurstofatoom ontbreekt op het derde koolstofatoom van de ribose, is deze niet in in staat te binden aan de volgende nucleotide tijdens DNA-polymerisatie. Door deze didesoxy-nucleotiden te mengen met reguliere nucleotiden ontstaan er DNA-fragmenten van verschillende lengtes. Door gelelektroforese toe te passen kan ten slotte de nucleotidevolgorde worden bepaald. Deze methode van sequencen wordt tegenwoordig ook aangeduid als Sanger-sequencing, naar de grondlegger van deze techniek.

### Bisulfiet-sequencing
Bisulfiet-sequencing wordt gebruikt in de epigenetica bij het bepalen van welke cytosines gemethyleerd zijn in een DNA-sequentie. Door de behandeling van het DNA in een bisulfietoplossing reageert het bisulfiet met ongemethyleerde cytosine. Na deaminering en uiteindelijk het afstoten van de sulfietgroep verandert de ongemethyleerde cytosine uiteindelijk in uracil. De bewerkte sequentie dient nu vermenigvuldigd te worden door middel van PCR. Door ten slotte didesoxy-DNA-sequencing toe te passen kunnen de locaties van de uracilnucleotiden achterhaald worden. De plekken waar uracil gevonden wordt, zijn de plekken waar de cytosinenucleotiden gemethyleerd waren.

## RNA-sequencing
Ook RNA-sequenties kunnen door middel van sequencing worden vastgesteld. Er zijn verschillende technieken ontwikkeld om rechtstreeks een RNA-molecuul te sequencen, maar meestal wordt het RNA eerst omgezet in complementair DNA (door middel van reverse-transcriptase), dat vervolgens met behulp van DNA-sequencingtechnieken wordt vastgesteld. Door al het RNA dat in een cel tot expressie komt in kaart te brengen (deep RNA-sequencing of RNA-seq) kan men te weten komen welke informatie in het genoom gebruikt wordt in verschillende cellen en onder verschillende omstandigheden.